# Alberto Górriz
Alberto Górriz Echarte (baskisch Alberto Gorriz Etxarte; * 16. Februar 1958 in Irun) ist ein ehemaliger spanischer Fußballspieler. Mit Real Sociedad San Sebastián gewann der Stürmer die ersten beiden spanischen Meistertitel der Vereinsgeschichte.

## Karriere

### Verein
Górriz spielte in der Jugend des lokalen Vereins San Marcial aus seiner Heimatstadt Irun, bevor er in die Jugendakademie von Real Sociedad wechselte. 1977 rückte er in den Seniorenbereich auf, wo er zunächst bei Real Sociedad B zum Einsatz kam. 
Sein Debüt in der Primera División gab Górriz am 8. April 1979 beim 4:0 von Real Sociedad gegen Rayo Vallecano. In der Saison 1980/81 gelang ihm der Durchbruch zum Stammspieler. Mit 461 Ligaspielen bis zu seinem Karriereende 1993 ist er bis heute Rekordspieler von Real Sociedad. In dieser Zeit gewann er zwei spanische Meistertitel, einen Supercup und den spanischen Pokal.

### Nationalmannschaft
Górriz debütierte am 16. November 1988 beim 2:0 im Qualifikationsspiel zur Weltmeisterschaft 1990 in Italien gegen Irland in der spanischen Nationalmannschaft.
Nach der erfolgreichen Qualifikation für die Weltmeisterschaft wurde Górriz von Nationaltrainer Luis Suárez in das spanische Aufgebot berufen. Er bestritt alle vier Partien der Spanier während des Turniers. Sein einziges Länderspieltor erzielte er im letzten Gruppenspiel gegen Belgien. Durch seinen Treffer zum 2:1 sicherte Górriz seiner Mannschaft den Gruppensieg. Im Achtelfinale schieden die Spanier nach einem 1:2 nach Verlängerung gegen Jugoslawien aus dem Turnier aus. Es war zugleich sein letztes von insgesamt zwölf Länderspielen.

## Erfolge
- Spanischer Meister: 1981, 1982
- Spanischer Superpokalsieger: 1982
- Spanischer Pokalsieger: 1987